# Agrotera setipes
Agrotera setipes là một loài bướm đêm trong họ Crambidae.